# Buchs (Zürich)
Buchs is een gemeente en plaats in het Zwitserse kanton Zürich, en maakt deel uit van het district Dielsdorf.
Buchs telt 4.998 inwoners.